# Brian Campbell Vickery
Brian Campbell Vickery (1918. szeptember 11. – 2009. október 10.) könyvtári osztályozással foglalkozó tudós.

## Élete
Brian Campbell Vickery 1918. szeptember 11-én született Ausztráliában. Tanulmányait Ausztráliában, Kairóban (Egyiptom) és Canterburyben (Anglia) végezte. 1941-ben az oxfordi egyetemen MA (master) fokozatot ért el vegytanból, és 1945-ig kémikusként tevékenykedett. 1945-ben megkötötte első házasságát, felesége Manuletta McMenamin lett. 1945–1946-ban szerkesztőasszisztens az ipari vegyészetben, Londonban. Majd 1946-1960-ig könyvtáros az Akers kutatólaboratóriumban, a királyi vegyészeti/kémiai központban (Hertfordshire, Anglia). 1960–1964 között a legfelső tudományos tisztségviselő az Egyesült Királyság nemzeti tudományos és technológiai kölcsönző könyvtárban (Boston és Yorkshire, Anglia). 1964–1966-ban a manchesteri egyetem tudományos és technológiai intézetének könyvtárosa (Manchester, Anglia). 
1967-ben megkötötte második házasságát, az új feleségének neve: Alina Gralewska. 1966–1973-ban kutatási igazgató az Aslib-nél, Londonban. 1973–1983 között professzora és igazgatója a könyvtári iskolának (School of Library), az archív és információs tudományoknak, a University College London intézményében. 1983-tól napjainkig nyugalmazott professzor a londoni egyetemen, és részidős szaktanácsadó.

## Munkássága
A „2. tanárnemzedék” kiemelkedő tagja (kor- és pályatársai: Borkoval, Shera, Foskett). A brit osztályozáskutató társaság (Classification Research Group, CRG) egyik alapítója. Osztályozási rendszerszerkesztő pályafutását tudományos intézetek könyvtáraiban kezdte, talajtani, asztronómiai, élelmiszeripari rendszerek készítésével. Sokat dolgozott a fazettás osztályozás európai elterjedése és továbbfejlesztése érdekében azáltal, hogy a gyakorlati követelményekhez igazította Ranganathan rendszerét. Rendkívül termékeny szakíró, műveinek listája a következő fejezetben látható. Vickery olyan szaktudós, aki a kezdődő gépesítéssel párhuzamosan az elsők között tartott lépést az új technológiákkal és közvetítette a tágabb, európai és amerikai könyvtárosok számára az új felismeréseket. Az angliai szakkönyvtári szervezet, az Association of Special Libraries and Information Bureaux (Aslib) kutató és fejlesztő osztályának vezetőjeként – jórészt saját oktatói tevékenységére támaszkodva – sorra jelentek meg a részben egymásra épülő, egyre kiérleltebb, több kiadást is megért könyvei az indexelésről (1958), a fazettás osztályozásról (1960), információkeresési technikákról (1970) és információs rendszerekről (1961)(1973). Közülük többet más nyelvre is lefordítottak.

## Művei
- Recent Trends in Special Libraries, 1953
- ed., Proceedings of the International Study Conference on Classification for Information Retrieval, 1957
- Classification and Indexing in Science, eds. 1958, 1959, 1975
- Faceted Classification, 1960
- The National Lending Library for Science and Technology, 1960
- On Retrieval System Theory, eds. 1961, 1965
- Faceted Classification Schemes, 1966
- Techniques of Information Retrieval, 1970
- Computer Support for Parliamentary Information Service (with H.East), 1971
- Information Systems, 1973
- The Use of Online Search in Teaching, 1978
- Information System Dynamics (with R.G.Heseltine), 1982
- Information Science in Theory and Practice (with A.Vickery), eds. 1987, 1992, 2004
- Intelligent Intermediary System: reference functional model, 1991
- Online Search Interface Design (with A.Vickery), 1993
- ed., Fifty Years of Information Progress, 1994
- Scientific Communication in History, 2000
- A Long Search for Information, 2004
- NOTE: A full list of my publications up to 1987 can be found in:
- Essays presented to B.C.Vickery, Journal of documentation, vol.44, pp. 199–283, 1988.
- This is supplemented in A long search for information, Occasional Paper 213, Graduate School of Library and Information Science, University of Illinois at Urbana-Champaign, 2004.